# Type 63 (višecijevni raketni lanser)
Type 63 je kineski višecijevni raketni lanser kalibra 107 mm. Riječ je o lanseru koji se sastoji od 12 cijevi postavljenih u tri niza od četiri cijevi. Namijenjen je pružanju vatrene podrške pješadiji na bojištu i to kroz izvođenje snažnih i iznenadnih vatrenih udara. Može ga se vući ili pak montirati na terenska i oklopna vozila.
Prednosti Type 63 su niska cijena proizvodnje, jednostavnost uporabe, velika mobilnost i mogućnost dostavljanja zrakom a mane ograničeni domet i vatrena moć te slaba preciznost.

## Opis
Type 63 je razvijen krajem 1950-ih dok se početkom novog desetljeća započelo s njegovom proizvodnjom za potrebe domaće vojske. Kasnije se počeo izvoziti te proizvoditi na temelju licence diljem svijeta. Temeljen je na sovjetskom 140 mm lanseru BM-14 te je u Kini prihvaćen kao zamjena za starije šestocijevne lansere Type 427 i Type 488 (102 mm) koji su već ranije bili povučeni.
Raketni lanser se satoji od 12 cijevi te je izvorno ispaljivao nenavođene HE fragmentirajuće rakete Type 63-2 s bojevom glavom od 1,3 kg i ukupnom težinom od 18,8 kg. Kasnije su stvorene poboljšane rakete (Type 75 i Type 81) koje su zadržale izvornu težinu. Za padobranske i planinske jedinice razvijen je lakši model.
U vojsci se raspodjeljivao po pravilu od šest lansera po pješačkoj pukovniji ili 18 lansera po diviziji. Korišten je kao standardno topništvo u pješaštvu s ciljem osiguranja kratkotrajne i intenzivne vatrene moći.
Prema NATO-voj klasifikaciji Type 63 je imao naziv BM-12.

## Inačice

### Kineski raketni lanseri
- Type 63: izvorna inačica.
- Type 63-1: naprednija i lakša inačica.
- Type 81: višecijevni raketni lanser montiran na oklopno vozilo.
- Type 85: jednocijevni raketni lanser.

### Licencne inačice
- Haseb i Fadjr-1: iranske inačice.[5][4]
- RO 107: južnoafrička inačica.[5][4]
- TAKA-Y3: sudanska inačica[5] koju proizvodi domaća vojna industrija Military Industry Corporation.[6]
- T-107: turska inačica.[4]

## Korisnici
- NR Kina:[7] u službi kineske narodno-oslobodilačke armije Type 63 se koristio u velikom broju od samih početaka do kraja 1990-ih.[5]
- Afganistan:[5][7]
- Albanija:[5][7]
- Angola:[7]
- Azerbajdžan:[7]
- Džibuti:[7]
- Egipat:[7]
- Irak:[5][7]
- Kambodža:[5][7]
- JAR:[7]
- Libija:[5][7]
- Mjanmar:[5][7]
- Nikaragva:[5][7]
- Sudan:[5][7]
- Sirija:[5][7]
- Vijetnam:[5][7] Type 63 je u vijetnamskoj vojsci nosio oznaku H12.
- Zimbabve:[5][7]

## Vanjske poveznice
- 炮中AK47：中国63式107MM火箭炮(1)  Arhivirana inačica izvorne stranice od 12. siječnja 2014. (Wayback Machine)